# Hermann Zenz
Hermann Zenz (* 22. August 1926 in Haag in Oberbayern; † 6. Juni 2009 in Stephanskirchen-Schloßberg, Landkreis Rosenheim) war ein deutscher Politiker (CSU). Er gehörte von der 6. bis zur 11. Legislaturperiode (1966 bis 1990) dem Bayerischen Landtag an.

## Leben
Hermann Zenz absolvierte nach dem Besuch der Volksschule eine Feinmechanikerlehre am Physikalischen Institut der Universität München. 1944 wurde er Soldat im Zweiten Weltkrieg und geriet 1945 in amerikanische Kriegsgefangenschaft. Von 1948 bis 1952 war er als Techniker am Physikalischen Hochschulinstitut Regensburg tätig.
1950 trat er der CSU bei. Von 1952 bis 1956 war der Katholik Zenz in Köln Zentralsekretär des Internationalen Kolpingwerkes. 1956 wurde er Landesjugendsekretär der Jungen Union im Landesverband Rheinland-Pfalz und blieb dies bis 1961. 1961 wurde er Bezirksgeschäftsführer für die CSU Oberbayern, die er zusammen mit Max Streibl zum mitgliederstärksten Bezirksverband der CSU ausbaute. Er war von 1961 bis 1994 Vorsitzender der Christlich Sozialen Arbeitnehmerunion (CSA) in Oberbayern und Geschäftsführer der CSA in den 1960er-Jahren.
Hermann Zenz war durchgehend von 1966 bis 1990 für den Wahlbezirk München-Land Süd Abgeordneter im Bayerischen Landtag. Ab 1966 war er Mitglied im Ausschuss für Sozialpolitische Angelegenheiten, später auch Mitglied des Ausschusses für Staatshaushalt und Finanzfragen, des Ältestenrats sowie stellvertretendes Mitglied des Stiftungsrats der Bayerischen Landesstiftung. Er war Mitglied der Bundesversammlung.
Zenz war verheiratet und lebte im oberbayerischen Stephanskirchen-Schloßberg, wo er im Juni 2009 im Alter von 82 Jahren starb.

## Ehrungen und Auszeichnungen
- Bayerischer Verdienstorden
- 1978: Verdienstkreuz am Bande[2] des Verdienstordens der Bundesrepublik Deutschland
- 1983: Verdienstkreuz 1. Klasse der Bundesrepublik Deutschland
- Ehrenvorsitzender der CSU München-Land